# Sébastien Briat
Sébastien Briat (* 17. August 1982; † 7. November 2004 bei Avricourt) war ein französischer Atomkraftgegner. Bekannt wurde er durch seinen Tod bei einem Unfall mit einem Zug, der radioaktiven Abfall in Castor-Behältern beförderte. Er war der erste Atomkraftgegner, der bei einem illegalen Blockadeversuch gegen einen Atommülltransport ums Leben kam.

## Zur Person
Sébastien Briat gehörte einer lothringischen Bürgerinitiative mit dem Namen „Carpe Diem“ an. An der Universität war er in einer Gruppe der Gewerkschaft Confédération Nationale du Travail (CNT) aktiv.

## Unfallgeschehen
Im Zuge der Protestaktionen gegen einen Castortransport von La Hague in Frankreich nach Gorleben versuchte eine Gruppe von französischen Umweltaktivisten am 7. November 2004, die Fahrt des Zuges durch eine Blockade der Gleise zu unterbrechen, um so ihrem Protest Ausdruck zu verleihen. Sie hatten zu diesem Zwecke bei Avricourt in der Nähe von Nancy Metallrohre unter die Gleise ins Gleisbett verlegt und sich auf Höhe der Metallrohre neben das Gleis gelegt. Sie waren darauf vorbereitet, sich im Falle eines Anhalten des Zuges in kürzester Zeit mit Hilfe der Metallrohre an den Schienen festzuketten. Beim Eintreffen des Zuges waren die Aktivisten jedoch weder angekettet noch befanden sie sich auf dem Gleiskörper.
Aufgrund einer Verkoppelung von Fehlern der Aktionsgruppe wurde der Lokführer nicht vorgewarnt und hatte seine Geschwindigkeit daher nicht reduziert. Der Zug wurde von einer "Vorwarngruppe" gemeldet, als er etwa 10 Kilometer vor der Blockadestelle vorbeifuhr. Zu diesem Zeitpunkt flog ein Hubschrauber dem Zug voraus. Eine für solche Aktionen eingesetzte Gruppe, die 1,5 km vor der Blockadestelle den Lokführer warnen sollte und den Zug durch Notsignale zum Bremsen bringen sollte, tat dies jedoch nicht, da sie von der Ankunft des Zuges überrascht wurde. Grund hierfür war der Umstand, dass der Hubschrauber, der normalerweise in einigem Abstand vor dem Zug fliegt, um mögliche Gefahren frühzeitig erkennen zu können, sich gerade zum Unfallzeitpunkt bei einem Tankstopp befand. Daher fehlte den Stoppern ihr wichtigstes Erkennungsmerkmal für das Eintreffen des Zuges. Die Gruppe um Sébastien Briat konnte nicht benachrichtigt werden (Funksprechgeräte funktionierten nicht), die Gruppe konnte von der Polizei nicht vorzeitig bemerkt werden.
Da der Ort für die geplante Blockade in einer Kurve lag, bemerkte weder der Lokführer frühzeitig die Personen an dem Gleis noch bemerkte die Gruppe um Briat, dass der Zug seine Geschwindigkeit nicht reduzierte. Die Rekonstruktionen der Polizei ergaben, dass die Geschwindigkeit des Zuges zum Unfallzeitpunkt 98 km/h betrug. Dies bedeutete, dass die Gruppe nach Erkennen des herannahenden Zuges nur acht Sekunden Zeit hatte, um sich vom Gleis zu entfernen. Sébastien Briat wurde beim Eintreffen des Zuges einen Meter neben dem Gleis stehend vom Fahrtwind erfasst und auf die Schienen geschleudert. Dabei wurden ihm beide Beine abgetrennt. Er starb noch am Unfallort.

## Reaktionen
Nach Auffassung der Bahngewerkschaft Sud Rail hätte der Zug nur „vorsichtige Fahrt“ auf Sicht machen dürfen. Dies bedeutet, dass der Lokführer die Geschwindigkeit hätte so wählen müssen, dass ein Anhalten innerhalb der Sichtweite möglich gewesen wäre. In dieser Kurve hätte dies einer Geschwindigkeit von etwa 30 km/h entsprochen. Eine entsprechende Anweisung wurde aber nicht erteilt, der Zug fuhr fast 100 km/h schnell.
Die Gruppe um Sébastien Briat gestand in einer Erklärung, die in der französischen Zeitung Libération veröffentlicht wurde, auch eigene Fehler ein. Die Erklärung endet mit dem Fazit: „Die Verantwortung aller Beteiligten, auch die unsrige, wird ermittelt werden müssen.“
Die deutschen Atomkraftgegner waren schockiert. Da gemutmaßt wurde, dass dies im Sinne des Verstorbenen sei, wurde der Protest gegen den Transport fortgesetzt. Die im weiteren Verlauf des Castor-Transports nach Gorleben geplanten Protestaktionen, die als Spaßaktionen angelegt waren, wurden allerdings abgesagt, vielfach wurde Sébastien Briats gedacht. Das Netzwerk „Sortir du nucléaire“ hatte landesweit zu Trauerkundgebungen an französischen Bahnhöfen aufgerufen.
Am Bahnhof von Hitzacker erinnern ein Gedenkstein und eine Gedenktafel an den Verstorbenen. 
Die zur Ermittlung des Unfallhergangs eingeleitete Untersuchung kam zu dem Ergebnis, dass keine Anhaltspunkte für eine Strafverfolgung gegeben seien.